# Alyssa Nicole Pallett
Pour les articles homonymes, voir Pallett.
Alyssa Nicole Pallett, née le 8 décembre 1985, est un mannequin, une actrice et une femme d'affaires canadienne. Elle est l'ancienne propriétaire de "The Sweet Ones", une boutique vintage à New York.
Elle est connue pour sa brève carrière en tant que comédienne et modèle glamour au Royaume-Uni, et a été photographiée par plusieurs photographes de renom dont Patrick Demarchelier et le photographe Josh Ryan de Playboy.

## Biographie
Pallett est née à Saint-Jean de Terre-Neuve, et elle grandit dans le Sud de l'Ontario. Elle étudie la réalisation à la New York Film Academy à Londres ainsi qu'à New York. Elle étudie aussi l'art dramatique à New York au Stella Adler Conservatory.

## "The Sweet Ones"
En 2009, à l'âge de 24 ans, Pallett ouvre "The Sweet Ones", une boutique vintage à Manhattan Lower East Side. Le magasin attire les éloges de nombreux critiques de mode, et a été en vedette dans des magazines tels que Harper's Bazaar Japon, Le guide de style Nylon  et Papermag.com.Time Out New York sélectionne le magasin pour ses "Meilleurs Indie Boutiques" sorti en 2010, et il a été présenté comme de la critique de sélection dans le New York magazine.

## Rôles et carrière de modèle
Pallett a d'abord connue pour son apparition en 2006, dans le film American Pie 5: The Naked Mile
En 2008, Pallett signe avec Samantha Bond Agence au Royaume-Uni, connue pour la découverte du modèle glamour Jordan (Katie Price) et la série de la BBC Three séries de Glamour Girls. Elle  pose pour le photographe de Vogue  Patrick Demarchelier et, en 2009, paru dans la chaîne E! dans The Girls Next Door après avoir posé pour "Girls of Toronto" dans Playboy. En janvier 2010, elle est sélectionnée pour "Girlwatcher" dans Playboy' aux côtés de modèles britanniques telles que Rosie Jones et Chanel Ryan.

## Galerie

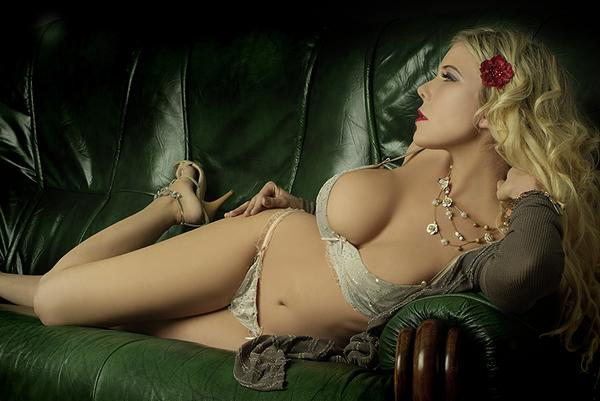
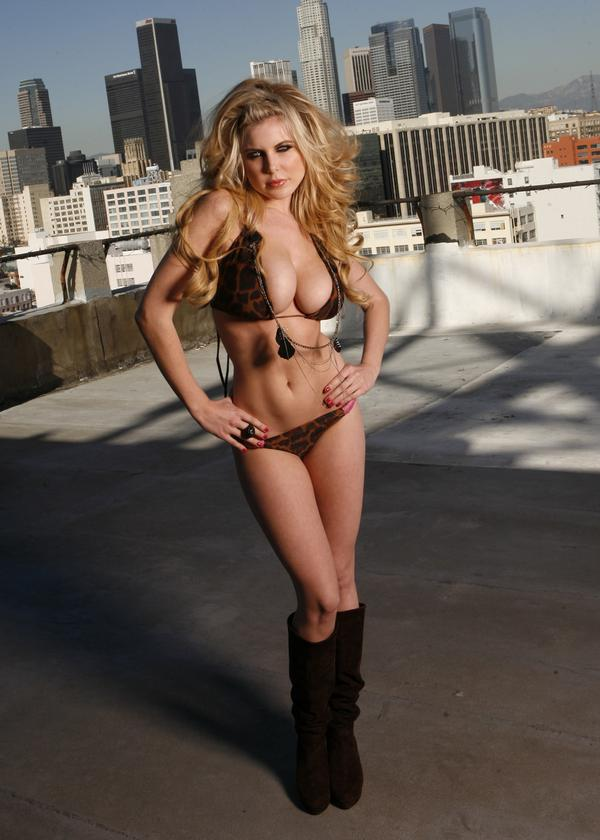